# Yuichi Nishimura
Yuichi Nishimura, född 17 april 1972 i Tokyo, är en japansk fotbollsdomare som bland annat har dömt i U-17 VM 2007. Han medverkade i fotbolls-VM 2010 där han den 11 juni dömde sin första match i mästerskapet, den mellan Uruguay och Frankrike. Nishimura har varit Fifa-domare sedan 2004. Nishimura dömde kvartsfinalen i VM 2010 i Sydafrika mellan Nederländerna och Brasilien och visade ut Brasiliens Felipe Melo för en stämpling mot Arjen Robben.
Han dömde öppningsmatchen i fotbolls-VM 2014 mellan Brasilien och Kroatien, en insats som kritiserades hårt.